# Balitiger

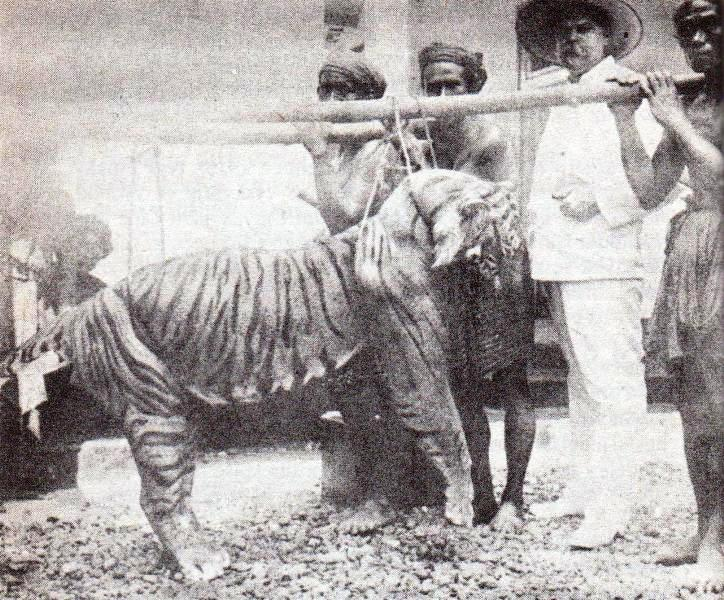
Dödad balitiger, 1920-talet.

Balitiger eller balinesisk tiger (Panthera tigris balica) var en underart av tiger som levde på ön Bali. Den var den minsta av alla tigerns underarter och en av tre underarter av tiger som en gång fanns i Indonesien. De andra två underarterna var javatigern som dock idag liksom balitigern är utdöd, och sumatratigern som är akut hotad.
Balitigern dog ut på grund av habitatförlust och jakt. Det sista dokumenterade exemplaret var en hona som sköts i Sumbar Kima, västra Bali, den 27 september 1937, men det är möjligt att ett fåtal individer överlevde fram till 1940 eller till och med 1950. Med tanke på ön Balis storlek och förekomst av skog kan den ursprungliga populationen av balitiger förmodligen dock aldrig ha varit särskilt stor.

## Kännetecken
En hane av balitiger hade vanligen en vikt på 90-100 kilogram och en hona vägde 65-80 kilogram. Hanen hade en kroppslängd på 220 centimeter (inklusive svansen) och honans kroppslängd var 195-200 centimeter. Den hade en kort päls som var djupt orange med mörkare ränder och jämfört med andra underarter av tiger var antalet ränder mindre. Ibland fanns det små svarta prickar mellan ränderna.

## Levnadssätt
Balitigrar jagade de flesta däggdjur som levde i deras livsmiljö. Deras främsta källan till mat var vildsvin, rusahjort, indisk muntjak, röd djungelhöna, varaner, apor och eventuellt banteng. Det enda kända fienden för balitigern var människan.

### Reproduktion
Balitigerns hona hade efter parning en dräktighetsperiod på i genomsnitt 103 dagar. De födde två eller tre ungar per kull. Ungar var avvanda vid omkring ett års ålder, och var helt oberoende vid 18 månader till två år. Balitigern levde upp till cirka 8-10 års ålder.

## Förhållande till javatiger
Det finns två vanliga teorier om skillnaderna mellan balitigern och javatigern. 
Den första teorin bygger på att två underarter utvecklas när Bali blev isolerad från Java genom bildandet av Balisundet genom stigande havsnivåer efter istiden. Detta delade upp tigrarna i två grupper som sedan gick vidare och utvecklades självständigt.
Den andra möjligheten är att tigern simmade från en ö och koloniserade den andra. Balisundet är endast 2,4 kilometer brett, vilket gör att det är möjligt att korsa det för en genomsnittlig simkunnig tiger. Oavsett hur så kom de två att bli helt olika varandra.

## Dokumentation, jakt och tigerkultur på Bali
I den balinesiska kulturen hade tigern en speciell plats i sagor och traditionell konst.
Mycket få tillförlitliga beskrivningar från möten och ännu färre foton finns bevarade. En av de mest kompletta kvarvarande beskrivningarna är från den ungerska baronen Oszkár Vojnich, som fångade, sköt och tog bilder av en balinesisk tiger. Den 3 november 1911 sköt han ihjäl ett vuxet exemplar i nordvästra regionen mellan Gunung Gondol och Banyupoh River, och dokumenterade det i sin bok "I den indiska arkipelagen" (Budapest, 1913).
Enligt samma bok, var den föredragna metoden för tigerjakt på ön att fånga tigrarna med en dold, stor och tung stålfotsfälla över ett bete (en get eller muntjak) och sedan avliva dem med ett skjutvapen på nära håll. Som i detta exempel gavs ett slutgiltigt slag mot det ständigt låga antalet av öns tigerpopulation under den holländska kolonialtiden, när jaktresor genomfördes av europeiska sportskyttar från Java, beväpnade med kraftfulla gevär och en romantisk men katastrofal viktoriansk jaktmentalitet.
Den senaste bekräftade tigern var en vuxen hona, dödad den 27 september 1937 på Sumbar Kima, i västra Bali, sedan dess har observationer påståtts, men utan bevis, främst genom viltvårdare, 1952, 1970 och 1972. De sista kvarvarande tigrarna drevs till den västra sidan av ön, främst i området som nu är West Bali National Park, som inrättades 1947.
Den balinesiska tigern har aldrig fångats levande på film eller visats på ett offentligt zoo, men några skallar, skinn och ben finns bevarade i museer. British Museum i London har den största samlingen med två skinn och tre skallar, och lämningar efter balitiger finns också på Senckenberg Museum i Frankfurt, Naturkunde Museum i Stuttgart, Naturalis museum i Leiden och Zoologiska museet i Bogor, Indonesien, som äger resterna av den senast kända balinesiska tigern. År 1997 hittades ett kranium i den gamla samlingen i ungerska Naturhistoriska museet som undersöktes vetenskapligt och dokumenterades noga.